# Campionati del mondo di ciclismo su strada 1994
I Campionati del mondo di ciclismo su strada 1994 si disputarono in Italia. Le gare a cronometro individuale furono corse a Catania, le cronometro a squadre a Palermo, la gara in linea della categoria Élite ad Agrigento e le gare in linea Dilettanti e femminile a Capo d'Orlando.
Furono assegnati sette titoli:
- Prova in linea femminile, gara di 86,400 km
- Cronometro individuale femminile, gara di 30 km
- Cronometro a squadre femminile, gara di 50 km
- Prova in linea maschile Dilettanti, gara di 185,100 km
- Cronometro a squadre maschile Dilettanti, gara di 100 km
- Prova in linea maschile Élite, gara di 251,800 km
- Cronometro individuale maschile Élite, gara di 42 km

## Medagliere
| Pos.   | Nazione     | Oro | Argento | Bronzo | Totale |
| ------ | ----------- | --- | ------- | ------ | ------ |
| 1      | Italia      | 1   | 2       | 0      | 3      |
| 2      | Francia     | 1   | 1       | 3      | 5      |
| 3      | Stati Uniti | 1   | 0       | 2      | 3      |
| 4      | Danimarca   | 1   | 0       | 0      | 1      |
| 4      | Norvegia    | 1   | 0       | 0      | 1      |
| 4      | Regno Unito | 1   | 0       | 0      | 1      |
| 4      | Russia      | 1   | 0       | 0      | 1      |
| 8      | Canada      | 0   | 1       | 0      | 1      |
| 8      | Belgio      | 0   | 1       | 0      | 1      |
| 8      | Lituania    | 0   | 1       | 0      | 1      |
| 8      | Slovenia    | 0   | 1       | 0      | 1      |
| 12     | Germania    | 0   | 0       | 2      | 2      |
| Totale | Totale      | 7   | 7       | 7      | 21     |

## Sommario degli eventi
| Eventi                          | Oro                                                | Tempo                      | Argento                                                         | Tempo      | Bronzo                                             | Tempo   |
| Uomini Élite                    |                                                    |                            |                                                                 |            |                                                    |         |
| Gara in linea dettagli          | Luc Leblanc Francia                                | 6h33'59" Media 38,347 km/h | Claudio Chiappucci Italia                                       | a 9"       | Richard Virenque Francia                           | s.t.    |
| Cronometro individuale dettagli | Chris Boardman Regno Unito                         | 49'34"                     | Andrea Chiurato Italia                                          | a 50"      | Jan Ullrich Germania                               | a 1'51" |
| Uomini Dilettanti               |                                                    |                            |                                                                 |            |                                                    |         |
| Gara in linea dettagli          | Alex Pedersen Danimarca                            | ?                          | Milan Dvorščík Slovacchia                                       | ?          | Christophe Mengin Francia                          | ?       |
| Cronometro a squadre dettagli   | Italia Andriotto, Colombo, Contri, Salvato         | 1h 57' 54"                 | Francia Anti, Bozzi, Deramé, Moreau                             | 2h 00' 42" | Germania Grabsch, Peschel, Rich, Schaffrath        | ?       |
| Donne Élite                     |                                                    |                            |                                                                 |            |                                                    |         |
| Gara in linea dettagli          | Monica Valvik Norvegia                             | ?                          | Patsy Maergerman Belgio                                         | ?          | Jeanne Golay Stati Uniti                           | ?       |
| Cronometro individuale dettagli | Karen Kurreck Stati Uniti                          | ?                          | Anne Samplonius Canada                                          | ?          | Jeannie Longo Francia                              | ?       |
| Cronometro a squadre dettagli   | Russia Bubnenkova, Koljaseva, Polchanova, Sokolova | ?                          | Lituania J. Polikevičiūtė, R. Polikevičiūtė, Triabaitė, Žiliūtė | ?          | Stati Uniti Demet-Barry, Dunlap, Golay, Stephenson | ?       |